# Tiitinenlistan
Tiitinenlistan är ett dokument med namn på finländare som uppgivits varit i kontakt med Östtysklands hemliga säkerhetstjänst Stasi.
Tiitinenlistan överlämnades 1990 av Västtysklands Bundesnachrichtendienst (BND) till den finska säkerhetstjänsten Skyddspolisen, Skypo, och ska innehålla en kort ingress och namnen på 18 finländare som uppges ha varit i kontakt med den lokala Stasiavdelningen i Helsingfors. Listan har fått sitt namn efter Skypos dåvarande chef Seppo Tiitinen. President Mauno Koivisto beslöt på föredragning av Seppo Tiitinen att listan skulle hållas hemlig. Den förvaras hos Skypo och är hemligstämplad till år 2050.
Listan blev allmänt känd i oktober 2002 genom dagstidningen Helsingin Sanomat. Listan fick förnyad aktualitet när ambassadören Alpo Rusi och Olli Rehn år 2003 krävde att den skulle offentliggöras efter att Alpo Rusi blivit oskyldigt anklagad för spioneri.
Journalisten Susanna Reinboth på Kanal 4 begärde att få ut listan av Skypo, och Skypo beordrades av förvaltningsdomstolen i Helsingfors i juni 2008 att lämna ut den. Efter ytterligare prövningar och överklaganden beslöt Högsta förvaltningsdomstolen om fortsatt hemligstämpling i maj 2010.
Skypo har som skäl för att inte lämna ut namnen anfört att listan skulle namnge personer som varit i kontakt med Stasi, utan att specificera av vilken anledning kontakterna skett, och att ett offentliggörande därför skulle riskera att oskyldiga hängdes ut.